# ایمون سالیوان
ایمون سالیوان (به انگلیسی: Eamon Sullivan) (زادهٔ ۳۰ اوت ۱۹۸۵) شناگر اهل استرالیا است.